# Sterren in het Bos
Sterren in het Bos was een reeks van openluchtconcerten, die tussen 1974 en 1983 werden gehouden in het Sterrebos in de stad Groningen. 

## Historie

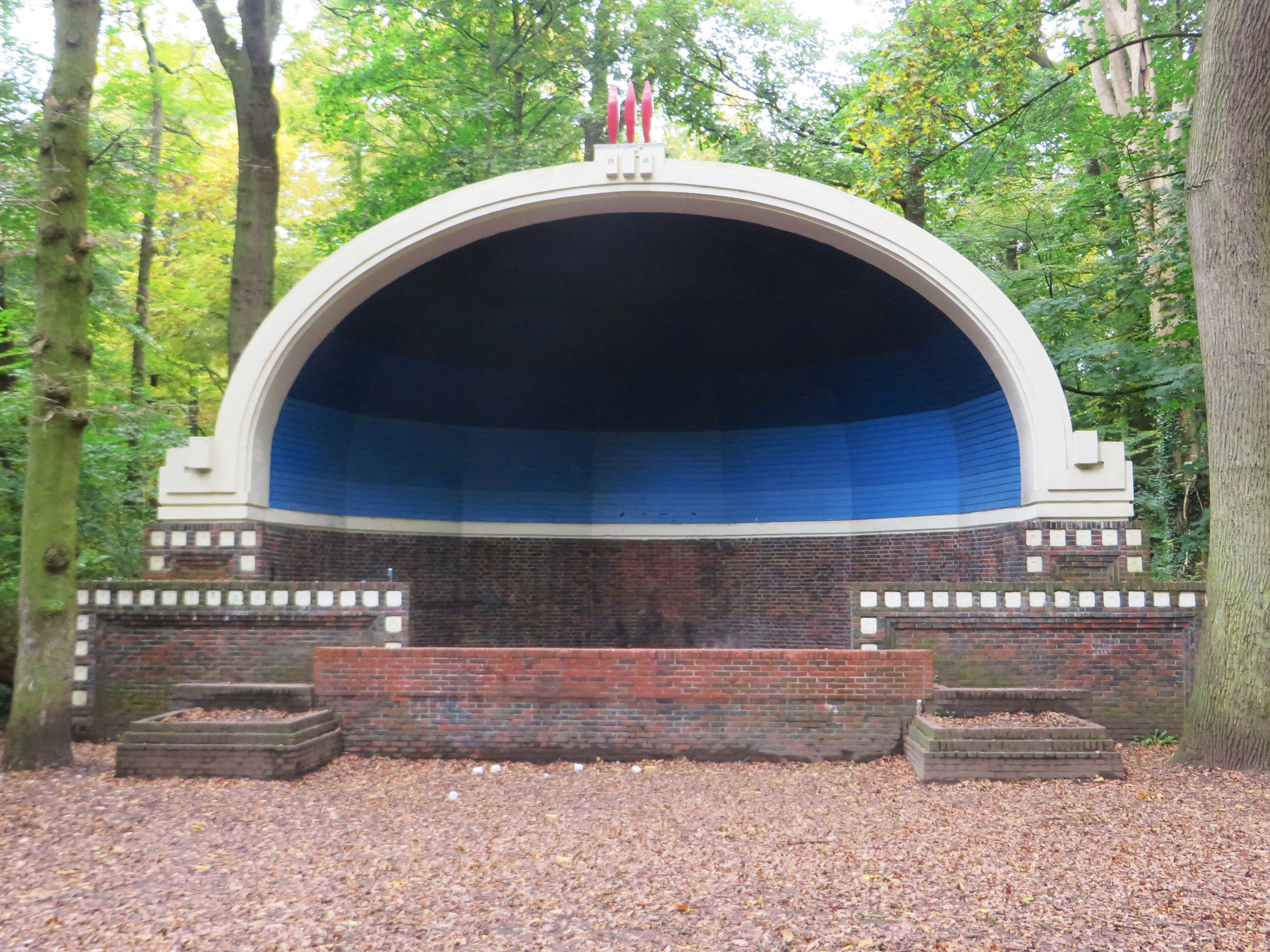
De muziekkoepel in het Sterrebos uit 1928

In 1969 presenteerde Provadya de eerste plannen om een openluchtpopmanifestatie te organiseren in het Sterrebos. Echter duurde het tot 1974 voordat er een popfestival als onderdeel van het door de gemeente gesteunde zomerfestival plaatsvond, onder de naam Sunday in the Park. In 1975 werd het festival onderdeel van de Zomermanifestatie en een jaar later gingen de evenementen door onder één paraplu.
Het festival groeide uit tot een jaarlijks terugkerend evenement, vanaf 1977 onder de naam Sterren in het Bos. Het festival werd georganiseerd tijdens een aantal opeenvolgende zondagen tijdens de zomermaanden, met popmuziek, jazz, wereldmuziek en theater. Als podium werd meestal de muziekkoepel uit 1928 van de architect Siebe Jan Bouma gebruikt. Op 23 augustus 1986 werd het laatste optreden verzorgd door het Amsterdamse theatergezelschap Dogtroep.
In 1991 organiseerden de gemeente Groningen en Stichting Zomermaanden het nieuwe festival Noorderzon dat in de plaats kwam van zowel Zomermaanden als Sterren in het Bos.

## Edities
| Editie | Acts |
| ------ | --- |
| 1974   | The Rocking Tigers |
| 1975   | |
| 1976   | Alberto y Los Trios Paranoias, Center of the World, Normaal, Cake, Nico, Strange Days, Steve Goodman, Sweet d'Buster, Willem Breuker Kollektief, John James, Jasper van 't Hof, Colin Scot, Sail-Joya, Boozy, Pearl Ash, Raymond Froggatt, Vitesse, Sphritsz.                                                                       |
| 1977   | Max Roach Kwartet, Wally Tax, Harry Muskee Band met Lou Leeuw, Hans Dulfer en zijn Perikels, Herman Brood & the Wild Romance, Irolt, Earl Von Freeman, Plant Music, G.T. Moore. |
| 1978   | Herman Brood, Vibrators, Lindisfarne, Phoney & The Hardcore, Memphis Slim. |
| 1979   | The Cure, Loudon Wainwright III, Luther Allison, Fischer-Z, Stiff Little Fingers, Sugar Minott, Black Slate, Nina Hagen |
| 1980   | Mark Foggo & The Secret Meeting, Bram Vermeulen, Teardrop Explodes, Von Freeman, Steel Pulse, Bad Manners, Gang of Four, Dexy’s Midnight Runners, Echo & The Bunnymen, Herman Brood |
| 1981   | Blaka Booba, Altered Images, Kreuners, Prince Far I and The Arabs, Pigeon Drop, Roeg Toeg, Red Holloway Sonny Stitt, Gdansk, Scars, Lowel Fulson Dennis Walker Blues Band, Nood Band, Girls at our Best, Van Dale, Abwarts, Dogtroep, Modern Eon, Bunker, Aswad, Mathilde Santing, Au Pairs, Bitch Band Nr.1, The Sound, Tasmanian. |
| 1982   | Allez Allez, Comsat Angels, Africa Djolé |
| 1983   | |